# Anomalotinea almaella
Anomalotinea almaella är en fjärilsart som beskrevs av Petersen 1957. Anomalotinea almaella ingår i släktet Anomalotinea och familjen äkta malar.
Artens utbredningsområde är Algeriet. Inga underarter finns listade i Catalogue of Life.